# Otto-Wilhelm Förster
Otto-Wilhelm Förster född 16 mars 1885 i Ilmenau ca 35 km söder om Erfurt död 24 juni 1966 i Walsrode ca 60 km norr om Hannover. Tysk militär. Förster befordrades till generalmajor i oktober 1934 och till general i pionjärtrupperna i april 1938. Han erhöll Riddarkorset av Järnkorset  i augusti 1941.
Förster var
- inspektör för pionjärtrupperna och befästningar februari 1933 – november 1938
- befälhavare för VI. armékåren november 1938 – december 1941
  - samtidigt befälhavare för VI. Militärdistriktet november 1938 – augusti 1939
- till förfogande för överbefälhavaren januari 1942 – januari 1944

Han lämnade aktiv tjänst 31 januari 1944
Förster var i sovjetisk krigsfångenskap augusti 1945 – oktober 1955.